# Сходство российской пропаганды о войне против Украины с нацистской пропагандой
Сходство российской пропаганды, использованной для оправдания войны против Украины, с нацистской пропагандой, оправдывавшей агрессию против Польши и Чехословакии, стало предметом анализа ряда современных учёных. Эти исследования выявляют сходства в методах, таких как использование исторического ревизионизма, создание образа жертвы и демонизация противника, защита этнических меньшинств, дискредитация правительств соседних стран, инсценировка провокаций и обвинения в геноциде или военных преступлениях применяемых в обоих случаях для легитимации военных действий.

## Исторический контекст
Нацистская пропаганда перед Второй мировой войной оправдывала аннексию Судетской области Чехословакии и оккупацию Польши утверждениями о необходимости защиты этнических немцев и борьбы с мнимыми угрозами со стороны этих стран. Аналогично, российская пропаганда с 2014 года, особенно после вторжения в Украину в 2022 году, использовала нарратив о «защите русскоязычного населения» и «денацификации» для обоснования своих действий.

## Анализ учёных
Тимоти Снайдер утверждает, что российская война против Украины имеет черты колониального конфликта, схожего с нацистскими захватами, где пропаганда служит инструментом оправдания. Джейд Макглинн подчёркивает, что нарратив «денацификации» Украины перекликается с нацистскими заявлениями о «защите» этнических немцев, указывая на схожесть в манипуляции исторической памятью. Марсель Х. Ван Герпен видит в российской пропаганде эхо нацистских методов, таких как преувеличение угрозы и создание образа врага. Катарина Вольчук анализирует российский миф о «нацистской Украине» как инструмент оправдания агрессии, сравнимый с историческими примерами. Питер Померанцев отмечает, что российская пропаганда унаследовала гибкость нацистских подходов, адаптируя их к современным реалиям.

## Основные параллели

### Жертвенность и защита
Тимоти Снайдер в своей работе «Война в Украине — это колониальная война» описывает, что нацистская пропаганда изображала Германию как жертву «польского угнетения» и «чешской нестабильности», утверждая, что военное вмешательство необходимо для защиты этнических немцев. Российская риторика о войне против Украины строится на утверждениях о «геноциде» русскоязычных в Донбассе и необходимости их спасения.
Андреас Умланд в своей работе «Природа российского ‘неонацизма’ и война на Украине» исследует иронию и параллели того, как Россия обвиняет Украину в нацизме, одновременно применяя нацистские пропагандистские стратегии. «Нарратив Кремля о спасении русскоязычных от предполагаемого украинского геноцида отражает нацистскую пропаганду о защите судетских немцев от чешского насилия. Оба опираются на искажённый миф о жертвенности, чтобы замаскировать империалистические амбиции, причём признание Россией ДНР и ЛНР в 2022 году сродни требованиям Гитлера после Мюнхена» говорится в статье. Хотя в книге Марк Эделе. «Сталинизм на войне: Советский Союз во Второй мировой войне» основное внимание уделено сталинизму, автор также проводит исторические параллели с современной российской пропагандой, отмечая использование нацистских тактик в риторике Путина. Эделе пишет: «Нацистское утверждение о необходимости спасения этнических немцев в Польше и Чехословакии от „угнетения“ перекликается с настойчивостью Путина, заявляющего, что русскоязычное население Украины требует освобождения от „неонацистского“ режима — вымышленной угрозы, созданной для мобилизации поддержки и оправдания нарушения территориальной целостности». Сергей Екельчик в работе «Украина: что каждому нужно знать» анализирует искажения истории в российской пропаганде, особенно после 2014 года, и сравнивает их с более ранними авторитарными режимами, включая нацистскую Германию. Цитата: «Российские утверждения о ‘фашистском перевороте’ в Киеве в 2014 году и предполагаемых гонениях на русскоязычных на Донбассе параллельны нацистской пропаганде о притеснениях судетских немцев. В обоих случаях государство-агрессор преувеличивало или выдумывало угрозы для оправдания военных действий, причём Мюнхен 1938 года и Крым 2014 года служат пугающе схожими примерами» .

### Демонизация противника
Вольчук, Катарина, в своей работе «Украина и Россия: Люди, политика, пропаганда и перспективы» отмечает — Оба режима прибегали к демонизации: нацисты изображали поляков и чехов как «славянских недочеловеков», угрожающих арийской цивилизации, тогда как Россия называет Украину «фашистским» или «нацистским» государством, несмотря на отсутствие исторических подтверждений. Тимоти Снайдер в работе «Кровавые земли: Европа между Гитлером и Сталиным» анализирует исторические примеры демонизации, включая нацистскую пропаганду, и проводит параллели с современной российской риторикой. Цитата: «Нацисты утверждали, что поляки убивают этнических немцев, используя сфабрикованные инциденты, такие как Гляйвиц, для разжигания войны. Россия с 2014 года демонизирует Украину, обвиняя её в ‘геноциде’ на Донбассе и ‘нацизме’, несмотря на отсутствие доказательств. Эта риторика ‘денацификации’ — эхо нацистских оправданий защиты ‘угнетаемого народа’» . Джейд МакГлинн в работе «Война России» исследует, как Россия демонизирует Украину, сравнивая это с историческими примерами, включая нацистскую пропаганду. Цитата: «Российская пропаганда изображает Украину как ‘нацистское’ государство, угрожающее русскоязычным, что напоминает нацистские обвинения против Польши и Чехословакии в ‘варварстве’ и ‘угрозе цивилизации’. Ложные утверждения о массовых захоронениях на Донбассе служат той же цели, что и нацистские рассказы о польских зверствах — демонизировать врага и оправдать вторжение». Сергей Екельчик в работе «Украина: рождение нации» рассматривает демонизацию в российской пропаганде как инструмент войны, проводя исторические параллели. Цитата: «С 2014 года Россия демонизировала Украину, обвиняя её в ‘фашизме’ и ‘геноциде’ жителей Донбасса, хотя ООН и другие организации опровергли эти утверждения. Это перекликается с нацистской пропагандой, которая представляла поляков как виновных в ‘массовых убийствах’ немцев, чтобы начать войну в 1939 году. Демонизация — ключ к оправданию агрессии в обоих случаях» . Андреас Умланд в работе «Природа российского ‘неонацизма’ и война на Украине» анализирует российскую демонизацию Украины, подчёркивая её сходство с нацистскими методами. «Кремль демонизирует Украину, называя её ‘нацистской’ и обвиняя в вымышленных преступлениях против русских, что напоминает нацистскую пропаганду о ‘славянской угрозе’ со стороны чехов и поляков. Риторика ‘денацификации’ в 2022 году повторяет нацистские нарративы о ‘спасении’ угнетаемых, хотя служит прикрытием имперских амбиций» .

### Нарратив о «западном заговоре»
В книге «Война России» (2023) Джейд МакГлинн анализирует российскую пропаганду, связанную с конфликтом на Украине, включая нарратив о «денацификации». Она прямо сравнивает это с нацистскими утверждениями о защите этнических немцев, подчёркивая, как оба режима используют вымышленные внешние угрозы (например, заговорщический Запад) для мобилизации внутренней поддержки. Её анализ затрагивает российское изображение Запада как организатора действий Украины против России, что схоже с нацистскими представлениями о западном заговоре под руководством евреев против Германии. Тимоти Снайдер в работе «Дорога к несвободе: Россия, Европа, Америка» исследует российскую пропаганду о западной угрозе, сравнивая её с историческими аналогами, включая нацистскую риторику. Цитата: «Гитлер утверждал, что Польша и Чехословакия — это пешки в руках западных держав, стремящихся задушить Германию. Путин повторяет этот нарратив, представляя Украину как инструмент США и НАТО для подрыва России. Расширение НАТО интерпретируется как ‘обман Запада’, что напоминает нацистские жалобы на ‘западное предательство’ после Версальского договора». Андреас Умланд в работе «Постсоветская Россия и Запад: конфронтация как идентичность» анализирует российскую идею «западного заговора» в контексте войны на Украине, проводя параллели с нацистской пропагандой. «Российская пропаганда утверждает, что Украина действует по указке НАТО и США, чтобы ослабить Россию, что отражает нацистские представления о Чехословакии и Польше как агентах западных держав, окружавших Германию. Нарратив о ‘нарушении обещаний’ Запада по НАТО схож с нацистскими обвинениями в адрес западного ‘предательства’ Германии в 1930-х годах» . Сергей Екельчик в своей работе «Украина: что каждому нужно знать» исследует российскую пропаганду о западном заговоре, сравнивая её с нацистскими аналогами. «Российский нарратив о том, что Украина — это инструмент НАТО и США для окружения России, повторяет нацистские утверждения о Польше и Чехословакии как марионетках Британии и Франции. Идея ‘западного обмана’ — будь то расширение НАТО или Мюнхенское соглашение — используется для демонизации Запада и оправдания войны» .

### Исторический ревизионизм
Питер Поморанцев в своей работе «Ничто не истинно, и всё возможно: сюрреальное сердце новой России» подчёркивает, что нацисты переписывали историю, чтобы обосновать претензии на Судетскую область и Польшу, в то время как Россия искажает советское прошлое Украины, представляя её как «исконно русскую землю». Тимоти Снайдер в работе «Чёрная земля: Холокост как история и предупреждение» исследует исторический ревизионизм как инструмент нацистской и российской пропаганды. Цитата: «Нацистская пропаганда изображала Польшу и Чехословакию как вымышленные государства, созданные Западом для ослабления Германии. Путин повторяет эту тактику, называя Украину ‘искусственным конструктом’ Ленина и утверждая, что её суверенитет — результат западного вмешательства, а не исторического процесса» .Джейд МакГлинн в работе «Война России» рассматривает ревизионизм в российской пропаганде, проводя параллели с нацистскими подходами. Цитата: «Нацисты отрицали историческую правомерность Польши и Чехословакии, считая их продуктом Версальского договора, а не настоящими нациями. Россия демонизирует Украину как ‘искусственное государство’, созданное большевиками, и управляемое ‘марионетками Запада’, чтобы оправдать свои претензии на её территорию». Сергей Екельчик в работе «Украина: рождение нации» показывает российский ревизионизм в контексте Украины, сравнивая его с нацистскими примерами. Цитата: «Нацисты переписывали историю, представляя Польшу и Чехословакию как искусственные государства, не заслуживающие суверенитета из-за антигерманской политики. Россия называет Украину ‘искусственным созданием’ Ленина, а её лидеров — ‘марионетками НАТО’, чтобы подорвать её право на независимость и оправдать агрессию» .

### Заключение
Сравнение показывает, что обе пропагандистские системы используют схожие стратегии для мобилизации поддержки и оправдания агрессии. Однако российская пропаганда отличается большей гибкостью и опорой на постсоветский контекст, тогда как нацистская была более идеологически жёсткой. Эти исследования продолжают развиваться, особенно после 2022 года, когда война в Украине привлекла новое внимание к историческим параллелям.